# 1908-as magyar atlétikai bajnokság
Az 1908-as magyar atlétikai bajnokságot – amely a 13. bajnokság volt. Újabb számokkal egészült ki a verseny, 220 yardos síkfutással, mezei futás egyéni és csapat bajnoksággal.

## Eredmények

### Férfiak
| Versenyszám        | Arany                                                                       | Arany   | Ezüst                   | Ezüst   | Bronz                | Bronz   |
| ------------------ | --------------------------------------------------------------------------- | ------- | ----------------------- | ------- | -------------------- | ------- |
| 100 yard           | Simon Pál Magyar AC                                                         | 10,6    | Scheer Kornél BTC       |         | Hámos Loránt BBTE    |         |
| 220 yard           | Simon Pál Magyar AC                                                         | 23,4    | Bartkó Jenő BPTTSE      |         | Gräber Géza BTC      |         |
| 440 yard           | Bodor Ödön BPTTSE                                                           | 52,2    | Nagy József BBTE        |         |                      |         |
| 880 yard           | Nagy József BBTE                                                            | 2:05,0  |                         |         |                      |         |
| 1 mérföld          | Bodor Ödön BPTTSE                                                           | 4:43,4  | Bán Kálmán MTK          |         | Merényi Lajos MAC    |         |
| 3 mérföld          | Lovas Antal MTK                                                             | 16:59,0 | Becske Kálmán MAC       |         |                      |         |
| 120 yard gát       | Kováts Nándor BBTE                                                          | 16,8    |                         |         |                      |         |
| mezei futás        | Becske Kálmán Magyar AC                                                     | 43:54,2 | Merényi Lajos Magyar AC |         | Veres Imre Magyar AC |         |
| mezei futás csapat | Magyar AC Becske Kálmán Merényi Lajos Veres Imre Csurgay István Éder Róbert |         |                         |         |                      |         |
| 30 km gyaloglás    | Manglitz Ferenc FTC                                                         | 3:16:47 | Drubina István BTC      |         | Lapos Sándor BSZAC   |         |
| magasugrás         | Somodi István Kolozsvári EAC                                                | 184 cm  | Halusinszky József KTE  | 178 cm  | Szegedy Géza KEAC    | 178 cm  |
| távolugrás         | Majunke Erik KAC                                                            | 670 cm  | Holits Ödön MTK         | 660 cm  | Kövesdy Géza BBTE    | 646 cm  |
| rúdugrás           | Szathmáry Kálmán AAC                                                        | 346 cm  | Kazár Emil Magyar AC    | 321 cm  |                      |         |
| súlylökés          | Mudin Imre Magyar AC                                                        | 12,82 m | Székelyhidy Béla DAAC   | 11,85 m | Balázs Viktor MTK    | 10,75 m |
| diszkoszvetés      | Luntzer György PTE                                                          | 37,66 m | Halmos Károly Magyar AC | 37,40 m | Antal Pál MTK        | 36,60 m |